# (2192) Pyatigoriya
(2192) Pyatigoriya (1972 HP; 1971 DY1; 1974 VY1; 1977 EJ1; 1979 SL) ist ein Asteroid des äußeren Hauptgürtels, der am 18. April 1972 von der sowjetischen Astronomin Tamara Michailowna Smirnowa am Krim-Observatorium in Nautschnyj (IAU-Code 095) entdeckt wurde.

## Benennung
(2192) Pyatigoriya wurde nach der russischen Stadt Pjatigorsk in der Region Stawropol im Föderationskreis Nordkaukasus anlässlich dessen 200-jährigen Jubiläums benannt.